# 싱가포르 항공 006편 추락 사고
싱가포르 항공 006편 추락 사고(영어: Singapore Airlines Flight 006)는 2000년 10월 31일 싱가포르에서 타이베이를 거쳐 로스앤젤레스로 가는 싱가포르 항공 소속 보잉 747-400기가 활주중 작업 차량과 충돌한 사고이다. 승객과 승무원 179명이 탑승자 가운데 83명이 숨지고 71명이 부상당했다. 이번 사고는 지난 1998년 중화항공 소속 에어버스 A300기가 추락해 202명의 사망자를 낸 후 대만에서 처음으로 발생한 대형 추락사고이다.
 그 당시에는 태풍 상산이 필리핀에서 대만으로 향하고 있었다.
그때는 활주로를 유도로로 바꾸려고 공사중이였고, 싱가포르 항공은 활주로가 잘 보이지 않아 공사중이던 활주로에서 이륙하다가 작업 차량하고 충돌하였다.

## 같이 보기
- 항공 안전
- 도쿄 국제공항 지상 충돌 사고
- 아시아나항공 214편 착륙 사고
- 테네리페 공항 참사
- 1983년 앵커리지 국제공항 지상충돌 사고
- 태풍 상산(2000년)
- 웨스턴 항공 2605편 착륙 실패 사고(영어판)